# قزل حصار (نظر أباد)
قزل حصار هي قرية في مقاطعة نظر أباد، إيران. يقدر عدد سكانها بـ 42 نسمة بحسب إحصاء 2016.